# Michaela Pilters
Michaela Pilters (* 5. Dezember 1952 in Krumbach) ist eine deutsche Journalistin.

## Leben
Michaela Pilters wurde 1952 in Krumbach geboren. Sie besuchte bis 1972 das Simpert-Kraemer-Gymnasium in ihrer Heimatstadt und absolvierte anschließend bis 1977 ein Studium der katholischen Theologie sowie der Germanistik an der Ludwig-Maximilians-Universität München. Bis 1975 war sie darüber hinaus an der Hochschule für Philosophie München für die Fächer Philosophie und Erwachsenenpädagogik eingeschrieben. Nach dem Studium war sie Redakteurin bei der Katholischen Nachrichten-Agentur und dem Hessischen Rundfunk. Seit 1985 leitet Pilters den katholischen Bereich der Doppelredaktion „Kirche und Leben“ (aufgeteilt in eine katholische und eine evangelische Redaktion) des ZDF.
Außerdem ist Michaela Pilters in der Gesellschaft Katholischer Publizisten Deutschlands (GKP) aktiv und amtierte lange Jahre als deren Vorsitzende, zuletzt von 2013 bis 2015. Dieses Amt hatte sie bereits von 1999 bis 2009 für drei Amtsperioden inne. Zuvor hatte sie bereits von 1978 bis 1981 für eine Amtsperiode sowie von 1984 bis 1999 für fünf Intervalle die Stellvertreterposition inne, die sie auch von 2009 bis 2012 wieder bekleidete. Sie gehört dem Vorstand der GKP weiterhin als kooptiertes Mitglied ohne Stimmrecht an.

## Auszeichnungen
- 1980: Katholischer Journalistenpreis der Deutschen Bischofskonferenz
- 1982: Kurt-Magnus-Preis der ARD
- 2015: Franz-von-Sales-Tafel der Gesellschaft Katholischer Publizisten Deutschlands (GKP)
- 2018: päpstlicher Gregoriusorden[1]

## Schriften
- Michaela Pilters, Knut Walf: Menschenrechte in der Kirche.  Patmos Verlag, 1984, ISBN 978-3491778320
- Johanna Haberer, Michaela Pilters, Wolf-Rüdiger Schmidt, Eckhard Bieger: Wurzeln und Visionen – Auf den Spuren einer lebendigen Kirche. Pattloch Verlag, München 1999, ISBN 978-3629008633
- Michaela Pilters, Wolf-Rüdiger Schmidt: Glut unter der Asche – 2000 Jahre Christentum und die Zukunft der Religion. Gütersloher Verlagshaus, Gütersloh 2000, ISBN 978-3579022963
- Michael Hertel, Charlotte Magin, Michaela Pilters: LebensWerte leben. Gütersloher Verlagshaus, Gütersloh 2001, ISBN 978-3579023168
- Ulrich Fischer, Michaela Pilters: Herr, du bist immer bei mir – Worte der Hoffnung aus ZDF-Gottesdiensten. Echter Verlag, Würzburg 2004, ISBN 978-3429026684